# Neophya
Neophya is een geslacht van libellen (Odonata) uit de familie van de glanslibellen (Corduliidae).

## Soorten
Neophya omvat 1 soort:
- Neophya rutherfordi Selys, 1881